# La Nazione Albanese
La Nazione Albanese var en tidning för det arberesjiska samfundet i Italien under 1800-1900-talen. Den fungerade som en politisk, sociokulturell och informationsrik tidning för det arberesjiska samfundet och för den gemene albanen och innefattade teman såsom albansk renässans, relationer mellan Albanien och Italien och politiska händelser av större vikt. Den utgav även artiklar av albanska författare. Den italienske advokaten Anselmo Lorecchio, en arberesj från Pallagorio i Kalabrien i Italien, grundade och förvaltade tidningen. Tidningens verksamhet gick i gång 1895 och upphörde i och med dennes död 1924.

### Fotnoter
1. ↑  ”Un giornalista arbëresh al servizio dell’indipendenza dell’Albania – Antonio D’Alessandri (Università Roma Tre)”. Arkiverad från originalet den 16 maj 2014. https://archive.today/20140516092928/http://www.albanologia.unical.it/AnselmoLorecchio/default.html. Läst 22 december 2017.
2. ↑  Curtis Ference, Gregory. Chronology of Twentieth Century Eastern European History
3. ↑  Elsie, Robert. Historical Dictionary of Albania